# Croton sousae
Croton sousae är en törelväxtart som beskrevs av Mart.Gord. och Cruz Durán. Croton sousae ingår i släktet Croton och familjen törelväxter. Inga underarter finns listade i Catalogue of Life.